# Lista de reis da Síria

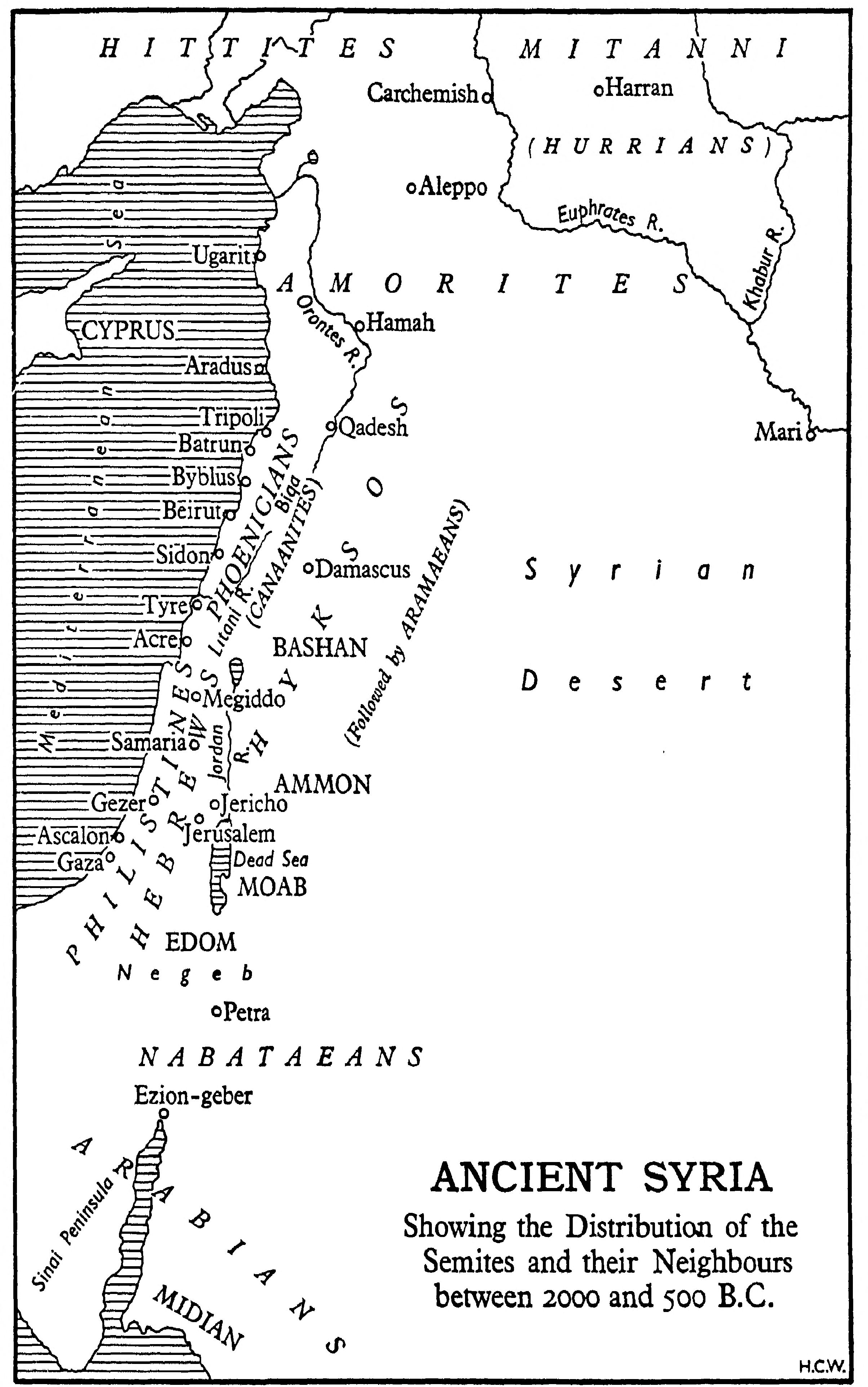
Mapa antigo mostrando toda região da Síria.

A lista dos reis da Síria é constituído por reis e rainhas. O título de "rei da Síria" apareceu no século II a.C., referindo-se aos reis selêucidas que governavam toda a Síria.

## Arã-Damasco
No Antigo Testamento, os reis arameus são identificados como "reis da Síria".
| Rei                                                                 | Reinado                   | Comentários |
| ------------------------------------------------------------------- | ------------------------- | --- |
| Rezom                                                               | ca. século X a.C.         | Servo de Hadadezer de Zobá. Fundou o reino de Arã-Damasco.                                                                                                 |
| Tabrimom (?)                                                        | ca. século X a.C.         | Filho de Rezom. Não se sabe se foi rei. Contemporâneo de Abias de Judá.                                                                                    |
| Benadade I                                                          | ca. 885–860 a.C.          | Filho de Tabrimom. Contemporâneo de Asa de Judá e Baasa de Israel.                                                                                         |
| Benadade II                                                         | ca. 860–843 a.C./842 a.C. | Filho de Benadade I. Guerreou contra Acabe de Israel e invadiu Samaria duas vezes. Foi assassinado por seu oficial Hazael.                                 |
| Hazael                                                              | ca. 843–796 a.C.          | Oficial de Benadade II. Assassinou seu rei e usurpou o trono. Guerreou contra Jorão de Israel, Acazias de Judá, Salmanaser III da Assíria e Jeú de Israel. |
| Benadade III                                                        | ca. 796–770 a.C.          | Filho de Hazael. Foi derrotado 3 vezes por Jeoás de Israel que retomou as cidades conquistadas.                                                            |
| Rezim                                                               | ca. 770–732 a.C.          | Último rei arameu. Aliou-se com Peca de Israel para invadir Jerusalém. Foi morto por Tiglate-Pileser III da Assíria.                                       |
| A partir daí, a Síria passa a ser dominado pelo Império Neoassírio. |                           | |

## Dinastia selêucida
| #  | Nome                              |  | Início do governo | Duração | Cognome(s) | Notas                                     | Fonte |
| -- | --------------------------------- |  | ----------------- | ------- | ---------- | ----------------------------------------- | ----- |
| 1  | Seleuco I Nicátor                 |  | 312 a.C.          | 31      |            | Primeiro Imperador dos Selêucidas         | [ 2 ] |
| 2  | Antíoco I Sóter I                 |  | 282 a.C.          | 20      |            |                                           | [ 2 ] |
| 3  | Antíoco II Teo                    |  | 262 a.C.          | 15      |            |                                           | [ 2 ] |
| 4  | Seleuco II Calínico               |  | 247 a.C.          | 20      |            |                                           | [ 2 ] |
| 5  | Seleuco III Sóter II              |  | 227 a.C.          | 3       |            |                                           | [ 2 ] |
| 6  | Antíoco III Megal                 |  | 224 a.C.          | 37      | O Grande   |                                           | [ 2 ] |
| 7  | Seleuco IV Filopátor I            |  | 187 a.C.          | 11      |            |                                           | [ 2 ] |
| 8  | Antíoco IV Epífano I              |  | 176 a.C.          | 12      |            |                                           | [ 2 ] |
| 9  | Antíoco V Eupáter                 |  | 164 a.C.          | 2       |            | Governou sob seu guardião Lísias          | [ 2 ] |
| 10 | Demétrio I Sóter III              |  | 162 a.C.          | 11      |            |                                           | [ 2 ] |
| 11 | Alexandre I Balas                 |  | 151 a.C.          | 5       |            |                                           | [ 2 ] |
| 12 | Demétrio II Nicátor II            |  | 146 a.C.          | 1       |            |                                           | [ 2 ] |
| 13 | Antíoco VI Dioniso I              |  | 145 a.C.          | 2       |            | Filho de Alexandre Balas                  | [ 2 ] |
| 14 | Diódoto Trifão                    |  | 143 a.C.          | 4       |            |                                           | [ 2 ] |
| 15 | Antíoco VII Sideta                |  | 139 a.C.          | 9       |            |                                           | [ 2 ] |
| 12 | Demétrio II Nicátor II            |  | 131 a.C.          | 4       |            | Governa pela segunda vez                  | [ 2 ] |
| 16 | Alexandre II Zabinas              |  | 129 a.C.          | -       |            | O tirano                                  | [ 2 ] |
| 18 | Seleuco V Nicátor III             |  | 127 a.C.          | 1       |            |                                           | [ 2 ] |
| 19 | Antíoco VIII Gripo                |  | 126 a.C.          | 12      |            |                                           | [ 2 ] |
| 20 | Antíoco IX de Cízico              |  | 114 a.C.          | 18      |            |                                           | [ 2 ] |
| 21 | Seleuco VI Epífano Nicátor IV     |  | 97 a.C.           | 2       |            | Filho de Gripo                            | [ 2 ] |
| 22 | Antíoco X Eusébio II Filopátor II |  | 95 a.C.           | 1       |            | Filho de Antioco de Cízico                | [ 2 ] |
| 22 | Antíoco XI                        |  | 94 a.C.           |         |            |                                           | [ 2 ] |
| 23 | Filipe Demétrio III               |  | 93 a.C.           |         |            | Em guerra contra Antíoco XII              | [ 2 ] |
| 24 | Tigranes                          |  | 84 a.C.           | 18      |            | 66 a.C.: Tigranes derrotado pelos romanos | [ 2 ] |
| 25 | Antíoco XII Dionísio II           |  | 69 a.C.           |         |            |                                           | [ 2 ] |

- 63 a.C.: a Síria se torna uma província romana[2]

## Era Contemporânea
| # | Nome   |  | Início do governo | Duração                     | Cognome(s) | Notas | Fonte |
| - | ------ |  | ----------------- | --------------------------- | ---------- | --- | ----- |
| 1 | Faiçal |  | Março de 1920     | 4 meses (até julho de 1920) |            | Liderou as tropas árabes que libertaram Damasco dos otomanos na Primeira Guerra Mundial. Eleito rei pelo congresso de 1919. Deposto pelos franceses | [ 3 ] |